# Liste der Stolpersteine in Wehretal
Die Liste der Stolpersteine in Wehretal enthält die Stolpersteine, die im Rahmen des gleichnamigen Kunst-Projekts von Gunter Demnig in Wehretal verlegt wurden. Mit ihnen soll an die Opfer des Nationalsozialismus erinnert werden, die in Wehretal lebten und wirkten.
Bisher wurden Stolpersteine nur im Ortsteil Reinhardsachsen verlegt.

## Liste der Stolpersteine
| Name          | Adresse         | Bild | Inschrift | Verlegedatum | Biografie und Anmerkungen |
| ------------- | --------------- | ---- | --- | ------------ | ------------------------- |
| Samuel Seelig | Herrengasse 7 · |      | Hier wohnte Samuel Seelig Jg. 1877 deportiert 1941 Ghetto Riga ermordet                                                                                                 | 3. Okt. 2023 |                           |
| Regina Seelig | Herrengasse 7 · |      | Hier wohnte Regina Seelig geb. Lachmann Jg. 1892 deportiert 1941 Ghetto Riga ermordet                                                                                   | 3. Okt. 2023 |                           |
| Joseph Seelig | Herrengasse 7 · |      | Hier wohnte Joseph Seelig Jg. 1871 Flucht 1939 Holland interniert Westerbork deportiert 1943 Auschwitz ermordet 12.2.1943                                               | 3. Okt. 2023 |                           |
| Paula Seelig  | Herrengasse 7 · |      | Hier wohnte Paula Seelig geb. Wallach Jg. 1884 Flucht 1939 Holland interniert Westerbork deportiert 1943 Auschwitz ermordet 12.2.1943                                   | 3. Okt. 2023 |                           |
| Rosel Spier   | Herrengasse 7 · |      | Hier wohnte Rosel Spier geb. Seelig Jg. 1891 deportiert 1942 Sobibor ermordet 3.8.1942                                                                                  | 3. Okt. 2023 |                           |
| Willi Spier   | Herrengasse 7 · |      | Hier wohnte Willi Spier Jg. 1891 deportiert 1942 Sobibor ermordet 3.6.1942                                                                                              | 3. Okt. 2023 |                           |
| Julius Seelig | Herrengasse 7 · |      | Hier wohnte Julius Seelig Jg. 1908 Flucht 1939 Holland interniert Westerbork deportiert 1943 Auschwitz KZ Sachsenhausen 1944 KZ-Außenlager Kaufering ermordet 24.2.1945 | 3. Okt. 2023 |                           |
| Hilde Seelig  | Herrengasse 7 · |      | Hier wohnte Hilde Seelig Jg. 1920 Flucht 1939 Holland interniert Westerbork deportiert Auschwitz ermordet 20.8.1942                                                     | 3. Okt. 2023 |                           |
| Albert Stein  | Steinweg 40 ·   |      | Hier wohnte Albert Stein Jg. 1866 deportiert 1942 Theresienstadt ermordet 12.2.1943                                                                                     | 3. Okt. 2023 |                           |
| Nanny Stein   | Steinweg 40 ·   |      | Hier wohnte Nanny Stein geb. Hammerschlag Jg. 1870 deportiert 1942 Theresienstadt ermordet 31.1.1943                                                                    | 3. Okt. 2023 |                           |